# Ján Stojka
Ján Stojka (* 14. července 1967, Michal na Ostrove) je bývalý slovenský fotbalista, útočník.

## Fotbalová kariéra
V československé lize hrál za Inter Bratislava. Nastoupil ve 107 ligových utkáních a dal 20 gólů. V Poháru UEFA nastoupil ve 4 utkáních a dal 2 góly. Za slovenskou reprezentaci nastoupil v roce 1993 v přátelském utkání proti Litvě.

## Ligová bilance
| Ročník                                   | Zápasy | Góly | Klub             |
| ---------------------------------------- | ------ | ---- | ---------------- |
| 1. československá fotbalová liga 1988/89 | 14     | 1    | Inter Bratislava |
| 1. československá fotbalová liga 1989/90 | 26     | 6    | Inter Bratislava |
| 1. československá fotbalová liga 1990/91 | 17     | 2    | Inter Bratislava |
| 1. československá fotbalová liga 1991/92 | 26     | 7    | Inter Bratislava |
| 1. československá fotbalová liga 1992/93 | 24     | 5    | Inter Bratislava |
| Mars superliga 1993/94                   | 11     | 4    | Inter Bratislava |
| CELKEM                                   | 118    | 25   |                  |